# Universidad Francisco Marroquín

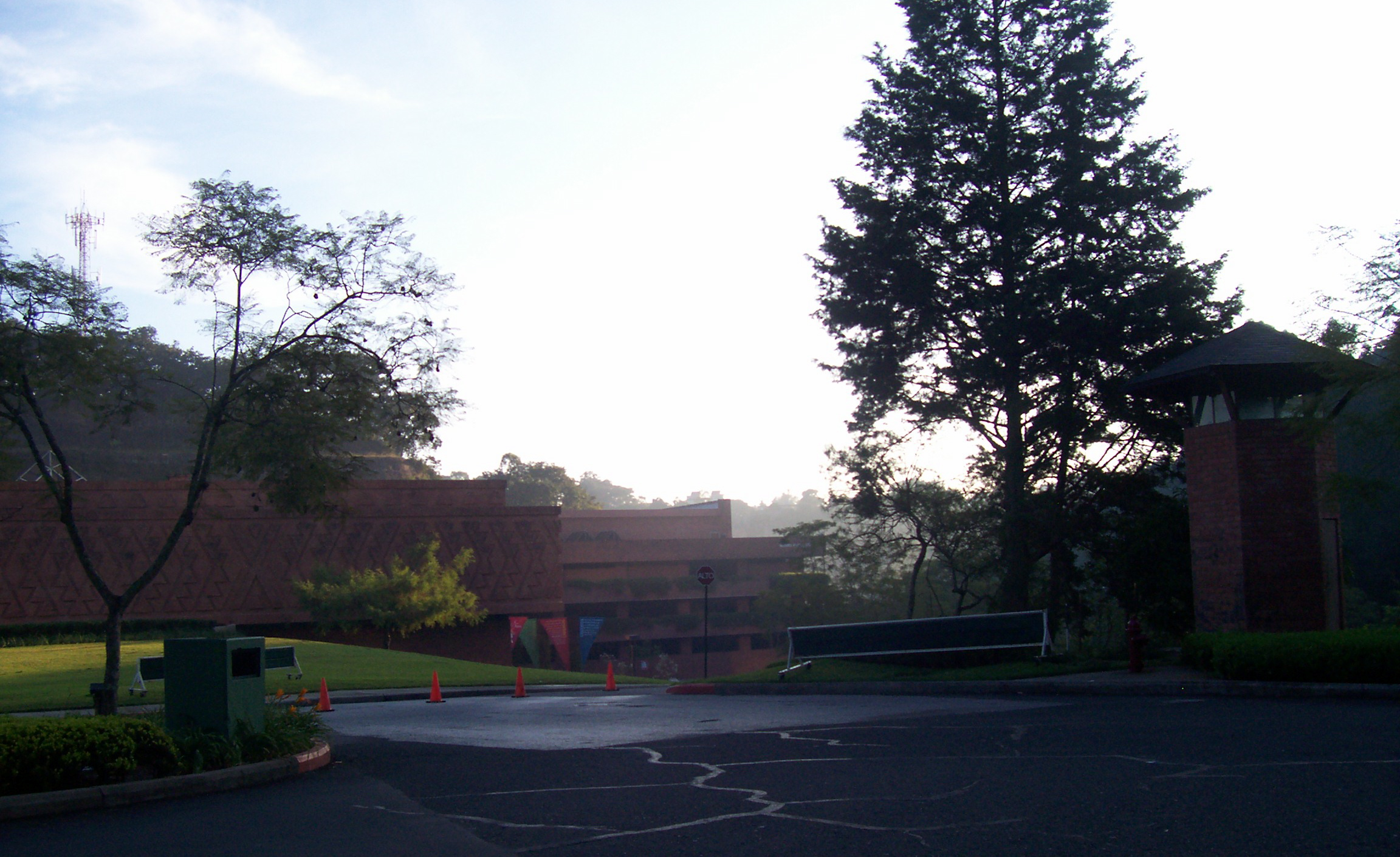
Eingangsbereich Universidad Francisco Marroquín

Die Francisco-Marroquín-Universität (span.: Universidad Francisco Marroquín; engl.: Francisco Marroquín University) ist eine private  Universität mit Sitz in Guatemala-Stadt, Guatemala.

## Geschichte
Die Universität wurde im Jahr 1971 von dem Unternehmer und späteren Vorsitzenden der Mont-Pelerin-Society, Manuel Ayau, gegründet. Sie entstand aus dem Wirtschaftsforschungsinstitut Centro de Estudios Economico-Sociales mit dem Ziel der Elitebildung. Die Universität ist nach dem ersten Bischof Guatemalas, Francisco Marroquín, benannt, der sich im 16. Jahrhundert um die Volksbildung in Guatemala verdient gemacht und damals die Grundlagen für die staatliche Universidad de San Carlos de Guatemala geschaffen hatte. Die Universidad Francisco Marroquín gilt heute als die prestigeträchtigste Hochschule Guatemalas. Die Aufnahmeanforderungen und die Studiengebühren sind sehr hoch.
Die Hochschule richtet das libertär-anarchokapitalistische Antigua Forum aus und ist seit geraumer Zeit an der Vision und rechtlichen Fundierung sogenannter „Privatstädte“ beteiligt, die staatliche Gewalten und Freiheiten vollständig privatrechtlich organisieren. Andreas Kemper bezeichnet das Vorhaben als „totalkapitalistisch“.

## Fakultäten
Die in der Zone 10 von Guatemala-Stadt gelegene Hochschule hat folgende Fakultäten:
- Fakultät für Architektur
- Fakultät für Wirtschaftswissenschaften
- Fakultät für Sozialwissenschaften
- Fakultät für Rechtswissenschaften
- Fakultät für Pädagogik und Lehrerbildung
- Fakultät für Medizin
- Fakultät für Zahnmedizin
- Fakultät für Ernährungswissenschaften
- Fakultät für Psychologie

Daneben gibt es eine Reihe separater Institute. Vorlesungen, Übungen und Seminare werden in spanischer und englischer Sprache abgehalten.
Die Universität hat etwa 3.000 Vollzeit-Studenten. Das Fernstudium-Programm IDEA wird von etwa 15.000 Studierenden genutzt. Rektor ist Gabriel Calzada.

## Persönlichkeiten (Auswahl)

### Rektoren
- Óscar Rodríguez Maradiaga (* 1942), Erzbischof von Tegucigalpa, Honduras und ehemaliger Präsident der Caritas Internationalis

### Bekannte Lehrer
- Alejandro Montiel Argüello (1917–2012), Professor für Völkerrecht
- Juan Carlos Cachanosky (1953–2015), argentinischer Volkswirt und Hochschullehrer
- Eduardo Halfon (* 1971), Schriftsteller und Lehrer für Literatur

### Bekannte Absolventen
- Otto Pérez Molina (* 1950),  Ex-General und Politiker (Partido Patriota)
- Ángel Antonio Recinos Lemus (* 1963), Geistlicher und Bischof von Zacapa y Santo Cristo de Esquipulas
- Fernando Díaz Villanueva (* 1973), spanischer Journalist, Schriftsteller und Kolumnist sowie Gründer der Schule für Film und Visuelle Kunst an der UFM

### Ehrendoktorate
- Hans Sennholz (* 3. Februar 1922, † 23. Juni 2007), deutscher Ökonom, Professor in den Vereinigten Staaten von Amerika
- 2009: Jesús Huerta de Soto (* 1956), spanischer Wirtschaftswissenschaftler und Hochschullehrer
- 2009: Peter Thiel, deutsch-US-amerikanischer Investor[2]
- Nick Szabo, Informatiker, Rechtswissenschaftler und Kryptograph